# SV 바커 부르크하우젠

SV 바커 부르크하우젠(SV Wacker Burghausen)은 1930년에 창단된 독일 바이에른주의 도시 부르크하우젠의 축구 팀으로, 현재 레기오날리가 바이에른에서 활동하고 있다.

## 선수 명단

### 현역
참고: FIFA 자격 규정에 따라 소속된 국가대표팀 국기를 표시합니다. 선수는 복수의 FIFA 비회원국 국적을 가지고 있을 수 있습니다.
| 번호 | 포지션 | 국적 | 이름          |
| ---- | ------ | ---- | ------------- |
| 4    | DF     |      | 재스퍼 말조키 |

| 번호 | 포지션 | 국적 | 이름 |
| ---- | ------ | ---- | ---- |

## 역대 감독
| 감독          | 임기        |
| ------------- | ----------- |
| 루돌프 보머   | 2000 ~ 2004 |
| 마리오 바슬러 | 2010 ~ 2011 |
| 루돌프 보머   | 2011        |